# Mousterlin
De plaats Mousterlin ligt in de Finistère, regio Bretagne, gemeente Fouesnant en ligt tussen Bénodet, Fouesnant en Beg-Meil.
Deze regio staat bekend om de "gîtes ruseaux". Dit zijn tot vakantiewoningen omgebouwde delen van boerderijen of kastelen, op het platteland. Deze boerderijen en kastelen werden door gebrek aan werk, te hoge kosten voor de kastelen en de werkloosheid, althans voor de jeugd, verlaten. 
De afgestudeerde jeugd trekt meestal naar de grote steden zoals Rennes of zelfs verderdoor in Frankrijk. Daarom ziet men meer oudere mensen in de Bretonse dorpen. De oudere vrouwen lopen bijna altijd in het zwart. Na een sterfgeval van een familielid, lopen ze 6 jaar in het zwart rond. Maar ondertussen sterft er nog iemand van de familie, doordat ze voor altijd in het zwart blijven lopen. Vroeger liepen de vrouwen met een witte kanten "quaft", die net als een "half Frans brood" op hun hoofd stond. Althans in de jaren 60 liepen de vrouwen met zulke volkstraditieklederdracht rond.  Nu ziet men het nog af en toe, vooral bij zeer oude mensen, en vooral bij de "Pardons"-processies en Fest-Noz-feesten.
Verderop ligt Mousterlin-Plage. Tussen Bénodet, Fouesnant en Beg-Meil liggen deze zandstranden. Deze gemeentes en gehuchten palen allen aan elkaar en is er plaats genoeg op de stranden, in deze kuststreek. Het zijn stuk voor stuk uitsluitend vakantieplaatsjes, aan de Rivièra de la Fôret, te midden van groen, zand en rotsstrandjes. Deze zijn erg voorlandig die bij eb, 100 meter in zee, men nog met de buik in het water staat.
Het echte strandseizoen is beperkt tot de maanden juni, juli en augustus, met soms een uitloper tot in september. Wie het strand wel voor gezien houdt en louter uit culturele belangstelling naar Bretagne reist, kan het hele jaar door hier terecht. Voor die toeristen is het hoogseizoen zelfs af te raden. Een bezoek in mei, juni of september, garandeert de kalmste en rustigste periode, die nodig zijn, om dit land op zich te laten inwerken.